# Centromochlus simplex
Centromochlus simplex är en fiskart som först beskrevs av Mees, 1974.  Centromochlus simplex ingår i släktet Centromochlus och familjen Auchenipteridae. Inga underarter finns listade i Catalogue of Life.